# Franconville (Meurthe-et-Moselle)
Franconville település Franciaországban, Meurthe-et-Moselle megyében. Lakosainak száma 63 fő (2022. január 1.). Franconville Haudonville, Lamath, Landécourt és Moriviller községekkel határos.

## Népesség
A település népességének változása:
| Lakosok száma | 58   | 47   | 46   | 48   | 57   | 75   | 85   | 71   | 64   | 63   |
|               | 1968 | 1982 | 1990 | 2006 | 2013 | 2015 | 2017 | 2019 | 2020 | 2022 |